# Salvia fominii
Salvia fominii là một loài thực vật có hoa trong họ Hoa môi. Loài này được Grossh. & Sosn. miêu tả khoa học đầu tiên năm 1944.